# Sitara Arm processzor
A Texas Instruments által fejlesztett Sitara Arm  processzorcsalád, ARM9, ARM Cortex-A8, ARM Cortex-A9, ARM Cortex-A15 és ARM Cortex-A53 alkalmazási magokat, C66x DSP magokat, képfeldolgozó és multimédiás gyorsító magokat, ipari kommunikációs IP-t és más technológiákat alkalmaz, és alkalmazások széles körét célozza. A Sitara processzorokra történő fejlesztést a nyílt forráskódú Beagle közösség, valamint a Texas Instruments nyílt forráskódú fejlesztői közössége támogatja.

## Sitara Arm eszközöket tartalmazó termékek
- Nest, tanuló termosztát[3]
- Netgate SG-1000, egy pfSense-n alapuló mikro-tűzfal[4]
- MOD/MOD Live, GPS-képes mikrooptikai kijelzőket (MOD) készít hószemüvegekhez[5]
- BeagleBone Black egykártyás számítógép
- BeagleBoard-X15 egykártyás számítógép
- Lego Mindstorms EV3 – a Lego Mindstorms EV3 téglák az ARM9 TI Sitara AM1x-t használják

## A Sitara család
A 2024-ben elérhető Sitara Arm processzorok a következők:
| Modellszám | mag | DMIPs      | GPU                   | memória                                     | OS                                                           | jellemzők | alkalmazás | árazás                      | adatlap         |
| ---------- | --- | ---------- | --------------------- | ------------------------------------------- | ------------------------------------------------------------ | --- | --- | --------------------------- | --------------- |
| AM18x      | ARM9 max. 456 MHz | max. 410   | nincs adat            | LPDDR1/DDR2                                 | Linux, StarterWare, WinCE                                    | LCD vezérlő, SATA, videó be-/kimenet, 10/100 Mbit/s EMAC, USB w/PHY | Smart meter, Wi-Fi router | 4,55 $-tól kezd. (10E)      | [ a 1 ]         |
| AM243x     | max. 2 800 MHz-es ARM Cortex-R5F + egy 400 MHz-es ARM Cortex-M4F                                                                   | max. 6000  | nincs                 | 2 MiB csipen belüli RAM, külső LPDDR4, DDR4 | NoRTOS vagy RTOS                                             | két Gigabit Ethernet, USB3, PCIe, stb. | teljesítmény-mikrovezérlő motorhajtáshoz, távoli I/O-hoz, ipari robotokhoz, stb.                                                                                               | $9,879–18,46 $ (1000 db.)   | [ a 2 ]         |
| AM335x     | ARM Cortex-A8 max. 1 GHz | max. 2000  | SGX530                | LPDDR1/DDR2/ DDR3/DDR3L                     | Linux, Android, StarterWare, WinCE, FreeBSD, OpenBSD         | LCD vezérlő, 10/100/1000 Mbit/s EMAC, 2xCAN, USB OTG w/PHY, 2xPRU-ICSS | PND (hordozható navigáció), összekapcsolt otthon, ipari automatizáláshoz | 4,96 $-tól kezd. (1000 db.) | [ a 3 ]         |
| AM35x      | ARM Cortex-A8 max. 600 MHz | max. 1200  | SGX530                | LPDDR1/DDR2                                 | Linux, Android, WinCE                                        | kijelző alrendszer, videó be-/kimenet, 10/100/1000 Mbit/s EMAC, CAN, USB w/PHY                                                                                            | intelligens automatizálás (IA), PLC (programozható logikai vezérlő), infotainment                                                                                              | 12,25 $-tól kezd. (10E)     | [ a 4 ]         |
| AM37x      | ARM Cortex-A8 max. 1 GHz | max. 2000  | SGX530                | LPDDR1                                      | Linux, Android, WinCE                                        | kijelző alrendszer, videó be-/kimenet, PoP csomagolás, USB, legalacsonyabb fogyasztás                                                                                     | PND (hordozható navigáció), pl. tablet, PDT (hordozható terminál) | 12,25 $-tól kezd. (10E)     | [ a 5 ]         |
| AM437x     | ARM Cortex-A9 max. 1 GHz | max. 2500  | SGX530                | LPDDR2/DDR3/DDR3L                           | Linux, TI-RTOS, Android, VxWorks, WinCE, Neutrino, Integrity | 10/100/1000 Mbit/s 2 portos Ethernet switch, 4xPRU-ICSS 2 kamera támogatás, biztonságos boot                                                                              | ipari automatizálás, betegmegfigyelés, navigáció, PoS | 9 $-tól / 1000 darab        | [ a 6 ]         |
| AM57x      | 2× ARM Cortex-A15 max. 1,5 GHz, 2× C66x DSP max. 750 MHz, 4× ARM Cortex-M4 képfeldolgozáshoz és általános célú felh., max. 212 MHz | max. 10500 | 2× SGX544             | DDR3/DDR3L                                  | RISC OS, Linux, TI-RTOS, Android, WinCE                      | 10/100/1000 Mbit/s 2 portos Ethernet switch, 4xPRU-ICSS (100 Mbps Ethernet) több videóbemeneti port (párhuzamos vagy CSI), USB 3.0, PCIe, SATA, és biztonságos boot       | analitika, gépi látás, beágyazott számítástechnika, HMI (ember-gép interfész), ipari automatizálás, ipari meghajtás, ipari vezérlés, robotika, orvosi képfeldolgozás, avionika | 28 $-tól / 1000 darab       | [ a 7 ]         |
| AM62x      | 1×, 2× vagy 4× ARM Cortex-A53 max. 1,4 GHz, ARM Cortex-M4F max. 400 MHz                                                            | max. 12880 | 500 MHz (csak AM625x) | DDR4/LPDDR4/DDR3L max. 32 GiB ECC-vel       | Linux, TI-RTOS, Android                                      | 2× 10/100/1000 Mbit/s Ethernet, 2× PRU (csak AM62xxAxC), MIPI-CSI, 2× DPI/LVDS                                                                                            | beágyazott számítástechnika, HMI, kereskedelmi automatizálás, autóipar, készülék felhasználói felület és csatlakoztathatóság, orvosi felszerelés                               | nem áll rendelkezésre       | [ a 8 ] [ a 9 ] |
| AM65x      | 2× vagy 4× ARM Cortex-A53 max. 1,1 GHz, 2× ARM Cortex-R5F max. 400 MHz, izolált biztonsági területen                               | max. 10120 | SGX544                | DDR4/LPDDR4/DDR3L max. 32 GiB ECC-vel       | Linux, TI-RTOS, Android                                      | 10/100/1000 Mbit/s Ethernet Port, 3x PRU-ICSSG (6x Gigabit Ethernet), PCIe Gen3, USB 3.0, és beágyazott „Device Management Security Controller” (DMSC) + biztonságos boot | beágyazott számítástechnika, HMI, ipari automatizálás, ipari meghajtás, ipari vezérlés, robotika, motorvezérlés, háló infrastruktúra, adatkoncentrátor                         | nem áll rendelkezésre       | [ a 10 ]        |

Adatlapok

## Fordítás
Ez a szócikk részben vagy egészben  a   Sitara ARM processor című angol Wikipédia-szócikk ezen változatának fordításán alapul.  Az eredeti cikk szerkesztőit annak laptörténete sorolja fel. Ez a jelzés csupán a megfogalmazás eredetét és a szerzői jogokat jelzi, nem szolgál a cikkben szereplő információk forrásmegjelöléseként.